# Tachina enotata
Tachina enotata là một loài ruồi trong họ Tachinidae.